# Longin Marianowski
Longin Marianowski (ur. 1 stycznia 1934) – polski ginekolog, profesor nauk medycznych.

## Życiorys
W 1958 r. ukończył studia medyczne na Akademii Medycznej w Warszawie, w 1968 r. obronił pracę doktorską, w 1974 r. habilitował się. W 1982 r. uzyskał tytuł profesora nauk medycznych.
Został zatrudniony na Warszawskim Uniwersytecie Medycznym, w Collegium Mazovia Innowacyjnej Szkole Wyższej w Siedlcach.
Był członkiem Sekcji IV - Nauk Medycznych Centralnej Komisji do Spraw Stopni i Tytułów i Komitetu Rozwoju Człowieka PAN.

## Odznaczenia
- Krzyż Komandorski Orderu Odrodzenia Polski (2003)[6]
- Krzyż Oficerski Orderu Odrodzenia Polski (1997)[7]